# Friedrich Karl Rupprecht

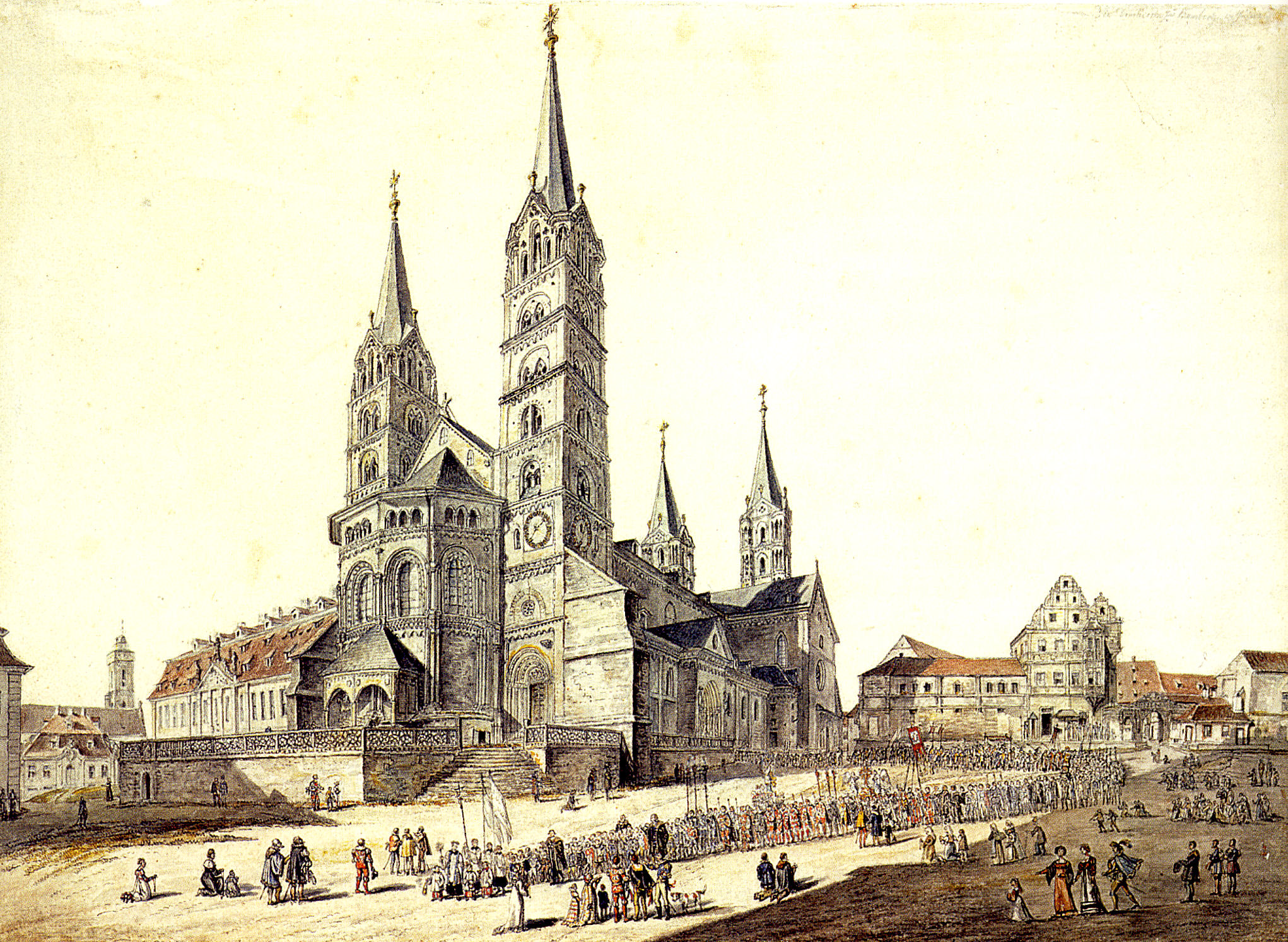
Bamberger Dom und Alte Hofhaltung von Friedrich Karl Rupprecht 1819

Friedrich Karl Rupprecht (* 31. Oktober 1779 in Obernzenn; † 25. Oktober 1831 in Bamberg) war ein deutscher Maler, Radierer und Zeichner.
Friedrich Karl Rupprecht war der Sohn des Seckendorffschen Amtmannes Georg Rupprecht und von Eva Charlotte, geborene Löbl bzw. Löwel. Er besuchte das Gymnasium in Nürnberg, wo er sich gegen den Willen der Eltern zunehmend der Bildenden Künste widmete und ein Schüler des Landschaftsmalers Christoph Froer wurde. Ab 1799 studierte er an der Akademie in Dresden. Ab 1802 war er selbständiger Künstler. 1807 befand er sich als Gesellschafter und Dolmetscher im Gefolge eines französischen Generals und reiste viel innerhalb Deutschlands. 1810 ließ er sich in Bamberg nieder. Er fand in Stephan von Stengel einen Förderer seiner Arbeit und erntete Anerkennung in kunstinteressierten Kreisen. Er zählte zu den Gründungsmitgliedern des Bamberger Kunstvereins und des Historischen Vereins Bamberg. 1823 heiratete er Maria Anna Ohlmüller, die Ehe blieb kinderlos. Beauftragt mit der Restaurierung des Bamberger Domes, erkrankte er im Sommer 1831 wegen der ungünstigen Arbeitsbedingungen und verstarb noch im selben Jahr.